# Vanțina Mică, Soroca
Vanțina Mică (cunoscut și sub numele - Hrușca) este un sat din cadrul comunei Pîrlița din raionul Soroca, Republica Moldova.

## Demografie
Conform recensământului populației din 2004, satul Vanțina Mică avea 6 locuitori (1 bărbat, 5 femei), toți moldoveni/români.